# Robert E. Howard
Robert Ervin Howard (Peaster (Texas), 22 januari 1906 - Cross Plains (Texas), 11 juni 1936) was een Amerikaanse schrijver van avontuur, fantasy en pulpverhalen. Zijn bekendste werken zijn de boekenseries omtrent Conan de Barbaar, Solomon Kane en Red Sonja. Howard schreef voornamelijk korte verhalen doorspekt met actie, magie en zwaardgevechten. Een vaak terugkerend element in zijn werk is het overwinnen van problemen door middel van geweld en macht.

## Geboorte en overlijden
Howard werd geboren in Peaster, Texas als zoon van dokter Isaac Mordecai Howard en Hester Jane Ervin Howard. De familie Howard heeft op verschillende plaatsen in Texas gewoond, waarna zij zich in 1919 vestigde in Cross Plains, Texas. Howard schreef in sommige van zijn brieven dat hij in de kleine olie- en frontierstadjes van het westen de harde kant van het leven leerde kennen.
Howard begon met het schrijven van fictie toen hij vijftien was. Zijn eerste verhaal Spear and Fang werd gepubliceerd in Weird Tales, een in die tijd bekend pulp- en fantasyblad. Hij werd een van Weird Tales' bekendste schrijvers, en in 1926 stond Howard voor het eerst op de voorkant vermeld. Toen hij begon met het publiceren van zijn werken kwam hij in contact met andere schrijvers zoals H.P. Lovecraft en Clark Ashton Smith, met wie hij correspondeerde.
Op 11 juni 1936, om ongeveer acht uur in de morgen, pleegde Howard zelfmoord. Zijn moeder, die aan tuberculose leed, was in een coma terechtgekomen waar zij waarschijnlijk niet zou uit komen. Hij ging in zijn auto zitten met een geleende colt automatic .38 en schoot zichzelf in het hoofd. Hij raakte bewusteloos en overleed acht uur later. Zijn moeder overleed de volgende dag. Ze werden tegelijk begraven op 14 juni op Greenleaf Cemetery in Brownwood.

## Boeken, films en gedichten
Robert Howard schreef verschillende genres van verhalen, voornamelijk fantasy en historische fictie. Zijn bekendste creatie is Conan the Barbarian (Conan de barbaar), die voor het eerst verscheen in het verhaal The Phoenix on the Sword in december 1932. Conan is een personage dat macht en geweld gebruikt om zijn zin te krijgen. Hij is in de verschillende verhalen een krijger of piraat die uiteindelijk koning wordt van Aquilonië. Andere verhalen zijn die van Kull de Atlantiër, een veroveraar uit een vroeger barbarentijdperk, Red Sonja, een middeleeuwse vrijheidsstrijdster, en Solomon Kane, een puriteinse zwaardvechter.
Howards proza is te omschrijven als recht door zee, kleurrijk en opwindend. Zijn verhalen zijn snel van tempo en bedoeld om te vermaken. Het element van actie komt in zijn verhalen duidelijk naar voren. In zijn wereld is geweld vaak de enige en beste oplossing om dingen gedaan te krijgen. De overwinnaar eindigt altijd met geld en vrouwen. Howard denkt zelden in termen van goed en slecht, iets wat men terug kan vinden in de Noorse mythologie.
In 1996 verscheen de film The Whole Wide World. Deze film gaat over het leven van onderwijzeres Novalyne Price en haar vriendschap met Robert E. Howard. Er zijn verschillende films gebaseerd op Howards verhalen, zoals Conan the Barbarian, Conan the Destroyer, Red Sonja, Kull the Conqueror en Solomon Kane.